# Кавеолін
Кавеоліни — це родина інтегральних мембранних протеїнів, які є головним компонентом мембран кавеол і залучені в безрецепторний ендоцитоз. Кавеоліни можуть діяти як скаффолдні протеїни в межах кавеолярної мембрани, компартменталізуючи та концентруючи сигнальні молекули. Різноманітні класи сигнальних молекул, включаючи субодиниці G-білка, рецепторні і безрецепторні тирозинові кінази, ендотеліальну NO-синтазу (eNOS) і малі ГТФази, звязують Cav-1 через кавеолін-скаффолдний домен.
Родина генів кавеолінів у хребетних має три складові CAV1, CAV2 і CAV3, які кодують відповідні протеїни кавеолін-1, кавеолін-2, і кавеолін-3. Всі три частини кодують мембранні протеїни з подібною структурою. Кавеолін формує олігомери і асоціати з холестеролом і сфінголіпідами в конкретних ділянках клітинної мембрани, що призводить до формування кавеол.

## Структура і експресія
Кавеоліни подібні за структурою. Вони всі формують шпилькові петлі, які пронизують клітинну мембрану. І N-термінальний кінець, і C-термінальний кінець повернуті у цитоплазматичну сторону мембрани. Існує дві ізоформи кавеоліну-1: кавеолін-1α і кавеолін-1β, останній має вкорочену амінокислотну послідовність N-термінального кінця.
Кавеоліни притаманні більшості адгезивних клітин ссавців.
Кавеолін-1 найбільше експресується в ендотеліоцитах, фібробластах і адипоцитах.
Ступінь експресії кавеоліну-2 близький до кавеоліну-1. Це говорить про коекспресію з кавеоліном-1.
Кавеолін-3 експресується лише в гладкій і поперечно-смугастій мускулатурі.

## Функції
Функції кавеолінів все ще інтенсивно вивчаються. Найбільш вивчена їхня роль у формуванні 50-ти нанометрових інвагінацій плазматичної мембрани, які називаються кавеолами. Олігомери кавеоліну формують оточення цих сфер. Клітини, що не містять кавеоліну, не здатні утворювати кавеоли. Цим утворенням приписують багато функцій, починаючи від ендоцитозу та трансцитозу до сигнальної транздукції.
Також показана роль кавеоліну-1 у сигналінгу інтегрину. Тирозин-фосфорильована форма кавеоліну-1 колокалізується з адгезинами, що може вказувати на роль кавеоліну-1 у міграції клітин. У експериментах in vitro пригнічення синтезу кавеоліну призводить до зниження ефективності міграції.
Генетично модифіковані миші з дефіцитом кавеоліну-1 і кавеоліну-2 життєздатні та здатні до розмноження. Показано, що кавеоліни та кавеоли не є ключовими у ембріональному розвитку та репродукції у цих тварин. Однак, нокаутовані тварини розвиваються не нормально: гіпертрофовані легені і кардіоміопатія призводять до зниження тривалості життя. Миші з дефіцитом кавеоліну також страждають від порушення ангіогенезу. У риби-зебри дефіцит кавеоліну спричиняє ембріональну летальність, запропоновано, що вищі хребетні мають розвинуті механізми компенсації нестачі кавеолінів.

## Роль у патології

### Онкологічні захворювання
Кавеоліни мають парадоксальну роль у розвитку цієї групи захворювань. Вони залучені як в супрессію пухлин, так і в онкогенез. Високий рівень експресії кавеолінів призводить до інгібування пухлинних сигнальних шляхів, наприклад, шляхів ростових факторів. Однак, деякі ракові клітини, що експресують кавеоліни, виявлялись більш агресивними та метастазуючими.

### Серцевосудинні захворювання
Кавеоліни відіграють важливу роль у розвитку атеросклерозу. Крім того кавеолін-3 асоційований з синдромом подовженого QT інтервалу.

### М'язова дистрофія
Кавеолін-3 бере участь у розвитку деяких типів м'язової дисторофії.